# Glanzend boomschildmos
Glanzend boomschildmos (Melanelixia glabratula) is een korstmossoort uit de familie Parmeliaceae. Het groeit op laanbomen. De fotobiont is trebouxioid.

## Determinatie
Glanzend boomschildmos is een bladvormig korstmos. Het thallus bereikt een diameter van 2 tot 8 cm diameter is dicht tegen de ondergrond is aangedrukt. Het bovenoppervlak is bleek olijfgroen, olijfbruin tot roodbruin of zwart wordend, glad tot gerimpeld of ontpit, zonder soredia of pseudocyphellen. De glanzende donkerbruine lobben hebben een diameter van 2–5 mm breed en een iets opkrullende rand. In het midden van de lobben zijn simpele of iets vertakte isidiën. Het medulla (merglaag) is plaatselijk oranjerood. De kleurstof heet rhodophyscine en is een uniek kenmerk voor deze soort. Deze kleurstof kan gebruikt worden om sierlijk schildmos (Melanohalea elegantula) en verstopschildmos (Melanelixia subaurifera) uit te sluiten. Verstopschildmos heeft soralen in plaats van isidiën. Sierlijk schildmos heeft een dof oppervlak en heeft opvallende koraalachtig vertakte isidiën. Apotheciën zijn zeldzaam aanwezig. De schijven zijn plat, soms hol, bruinrood, lichtbruin van kleur.
Het heeft de volgende kenmerkende kleurreacties: 
- cortex (schorslaag): K−, N−, C−/+ (in geërodeerd delen), HN03−
- medulla (merglaag): C+ (rood), K+/− paars, KC+ rood, P−, UV−

De ascosporen zijn kleurloos, ellipsoïde en hebben de afmeting: 10–14 × 5,5–9,5 μm.

## Verspreiding
In Nederland komt het vrij algemeen voor. Het is niet bedreigd en staat niet op de Nederlandse Rode Lijst.